# Гусев, Олег Павлович
Олег Павлович Гусев (род. 13 августа 1957, Омск) — режиссёр-клипмейкер, пионер российского музыкального видео. Создатель клипов Филиппа Киркорова, Анжелики Варум, Натальи Ветлицкой, Валерия Меладзе, Максима Галкина, Софии Ротару. Автор и постановщик ряда телевизионных мюзиклов, включая четвёртую часть проекта «Старые песни о главном».

## Биография
Родился 13 августа 1957 года в Омске в семье музыкантов. Мать — пианист, отец — дирижёр. В детстве получил серьёзную музыкальную подготовку, а весной 1973 вместе с семьёй переехал в Ленинград, где поступил в музыкальное училище им. Римского-Корсакова и вскоре обратил на себя внимание, выступая с группами «Зелёные муравьи», «Ну, погоди!», «Россияне», «Солнце» и «Апрель». После окончания училища Гусев гастролировал с группами «Дружба», «Земляне» и «В ритмах века», но вскоре организовал свою собственную группу «Август» в марте 1982 года. С перерывами выступал с группой «Август» до 1993 года. В 1994 году, во Франции, записал сольный инструментальный альбом «Фантазм». В это же время начал снимать клипы. Снял более 500 клипов. Был режиссёром двух новогодних музыкальных фильмов (сценарист Михаил Щедринский), вышедших в эфир на «Первом канале».

## Режиссёрские работы
- 2000 — Старые песни о главном: Постскриптум
- 2006 — Первый скорый (новогодний музыкальный фильм)
- 2007 — Первый дома (новогодний музыкальный фильм)
- 2008 — Красота требует (музыкальный фильм)

## Сценарные работы
- 2000 — Старые песни о главном: Постскриптум

## Сольный альбом
- 1994 — Фантазм[3]